# Leucochlaena rhodina
Leucochlaena rhodina är en fjärilsart som beskrevs av Turati 1921. Leucochlaena rhodina ingår i släktet Leucochlaena och familjen nattflyn. Inga underarter finns listade i Catalogue of Life.